# Gran/Ringstad
Gran/Ringstad este o localitate din comuna Gran, provincia Oppland, Norvegia, cu o suprafață de 1,49 km² și o populație de 1.573 locuitori (2013).